# Erythrodiplax media
Erythrodiplax media is een libellensoort uit de familie van de korenbouten (Libellulidae), onderorde echte libellen (Anisoptera).
De wetenschappelijke naam Erythrodiplax media is voor het eerst geldig gepubliceerd in 1942 door Donald J. Borror.